# Rüppells wever
Rüppells wever (Ploceus galbula) is een zangvogel uit de familie Ploceidae (wevers en verwanten) die voorkomt in het noordoosten van Afrika en het Arabisch schiereiland. De vogel is genoemd naar de Duitse natuuronderzoeker Eduard Rüppell.

## Kenmerken
De vogel is gemiddeld 14 cm lang. De vrouwtje wegen 16 tot 21 gram, de mannetjes 20 tot 29 gram. Het mannetje heeft in de broedtijd een goudgeel gekleurde borst en kruin. De kruin wordt naar achter in de nek meer groen van kleur. De rug en de mantel zijn groenig geel met donkere streepjes. Het geel van de borst contrasteert met een kastanjebruin "gezicht". Het vrouwtje is veel doffer gekleurd, grijsbruin tot olijfkleurig grijs.

## Verspreiding en leefgebied
Deze soort komt voor in oostelijk Soedan tot Eritrea, noordelijk Ethiopië, Somalië en het zuidwesten van het Arabisch schiereiland.
Het leefgebied bestaat uit half open, droge landschappen, kustvlakten, agrarisch gebied, soms ook tuinen tot op 2000 m boven de zeespiegel. Het is een uitgesproken zaadeter die buiten de broedtijd in grote groepen met andere soorten zaadetende vogels in graanvelden foerageert. De vogel leeft in kleine kolonies. Het mannetje maakt daar de typische bolvormige nesten die in bomen en struiken hangen.

## Status
De grootte van de populatie is niet gekwantificeerd. De soort komt plaatselijk talrijk voor. Men veronderstelt dat de soort in aantal stabiel is. Om deze redenen staat Rüppells wever als niet bedreigd op de Rode Lijst van de IUCN.